# Afrojordans
Els afrojordans o els jordans negres són els membres d'un grup ètnic de Jordània amb avantpassats africans. La majoria dels afrojordans parlen àrab i són islàmics. Els afrojordans pertanyen principalment a dos grups, els ghawarna, habitants de la zona d'Al-Ghor, a la vall del riu Jordà i la comunitat afropalestina. que són exiliats de Cisjordània A Jordània també hi ha presència de refugiats del Darfur, al Sudan, tot i que Jordània no els reconeix com a tals, ja que només reconeix com a refugiats els sirians i els iraquians.
Hi ha fonts que afirmen que els ghawarna són un dels pobles originaris de la regió de l'actual Jordània juntament amb els circassians i els txetxens.

## Identitat, autonominació i racisme
Els jordans negres no tenen un sentit d'identitat de poble assimilable al dels afroamericans estatunidencs; tenen molt poques interaccions amb altres pobles afrodescendents i estan molt assimilats amb la resta d'àrabs jordans. A Jordània es denomina als negres com "abd" (esclaus), "sawda" (negres) i "samra" (marró). Aquest últim és més polit, ja que històricament es refereix als àrabs amb la pell més fosca i s'ha estés a la denominació dels negres jordans perquè anomenar-los "negres" pot resultar insultant. Kawther Berhanu explica que alguns afrojordans diuen que no són d'origen africà, si no que són àrabs que tenen la pell més fosca degut a la seva feina. No accepten la seva herència africana, sino que prefereixen assimilar-se als jordans. Tot i això, alguns que tenen avantpassats esclaus encara s'autodenominen "abd". Això també passa entre alguns afropalestins de Jordània.
Segons Thaddeus Bell, els habitants d'Al-Ghor tenen una mala reputació entre la resta dels jordans que diuen que són gent ignorants i immorals i ell ho atribueix a la seva pell fosca. Afirma que tot i que tenen una aparença diferent als jordans, els afrojordans de Ghor al-Mazra, la majoria dels jordans es consideren sobretot jordans i àrabs. Tot i això, diu afirma que la resta dels jordans es refereixen a ells com àrabs negres de Ghor. Aquest afirma que els afrojordans de Ghor són una minoria clarament definida pel color de la seva pell, tot i que aquests són diversos ja que alguns tenen la pell més clara i a la resta del país no s'identificarien com ghoranis. Segons altres fonts, els ghawarna no s'autoidentifiquen més com a àrabs jordans més que no pas com a africans o negres.
Els ghawarna són un grup ètnic autodefinit homogeni que té un origen, una base socioeconòmica i factors ambientals comuns.

### Genètica i fenotip
Els ghawarna conformen un subgrup jordà que són aïllats genèticament, relacionats amb africans negres més que no pas amb els mediterranis orientals. Fins i tot tenen més homogeneïtat genètica superior a la d'altres grups africans, sobretot de l'Àfrica Subsahariana. Com altres grups afrodescendents, els ghawarna tenen un factor de risc més elevat de patir malalties cardiovasculars degut a la hipertensió.

## Geografia
La regió fronterera amb Cisjordània d'Al-Ghor és poblada per àrabs negres que no es troben a la resta del país. Thaddeus Bell afirma que els ghoranis afirmen que tenen la pell més fosca que la resta dels jordans per causes mediambientals, ja que el seu territori és molt més calorós que altres zones del país.
Els ghawarna viuen en aldees rurals de la vall del riu Jordà i a la zona de la mar Morta. Al poble de Ghawr Al-Mazraa, al su d'Al-Ghawr la majoria de la seva població de 14.600 són ghawarna.

## Història
Tot i que no es coneix exactament dels afrojordans d'Al-Ghor, es creu que són descendents d'esclaus africans que van ser portats a Orient Mitjà des de fa segles. Hi ha fonts que afirmen que els ghawarna són un dels pobles originaris de la regió de l'actual Jordània juntament amb els circassians i els txetxens. Els ghawarna eren part dels musulmans africans que foren portats a la regió perquè treballessin a les plantacions de sucre de la vall del riu Jordà entre el 1015 i el 1468.

## Ghawarna
Els ghawarna són els membres d'un grup ètnic de la diàspora africana que han viscut a la vall del riu Jordà, a Jordània durant centenars d'anys. Són el principal grup dels afrojordans.
No es coneixen els orígens exactes dels ghawarna. Hi ha qui els considera com a habitants originaris de la vall del riu Jordà que s'han casat amb afrodescendents que van arribar a Ghor en diversos moments de la història. A la vall del riu Jordà es van introduir esclaus durant les dinasties aiúbida (1187-1260) i malmúkida (1260-1517) per a treballar a les plantacions de sucre.

## Afropalestins de Jordània
A banda dels ghawarna, a Jordània hi ha altres grups d'origen africà. Per exemple entre el 1948 i el 1967 van arribar refugiats afropalestins de la vall del riu Jordà degut a les guerres àrabo-israelís. Entre els avantpassats d'aquests afropalestins hi ha alguns que eren soldats negres de l'exèrcit de Muhammad Ali a l'Egipte del segle xix, beduïns negres de Negev que havien arribat a Gaza com a refugiats i peregrins africans que s'havien assentat a Jerusalem.

## Afrojordans notables
- Abdalla Dghemaat actor que apareix a la pel·lícula Fish Above Sea Level.
- Rasheim Wright basquetbolista afroamericà estatunidenc jordà.
- Khalil Bani Attiah, futbolista afrojordà.
- Yaseen Al-Bakhit, futbolista afrojordà.